# Majeon-dong
Majeon-dong (koreanska: 마전동) är en stadsdel i staden Incheon i Sydkorea, 28 km väster om huvudstaden Seoul. Den ligger i stadsdistriktet Seo-gu.